# Roel Velasco
Roel Velasco (* 26. Juni 1972 in Negros Occidental) ist ein ehemaliger philippinischer Boxer.
1992 wurde Velasco Asienmeister im Halbfliegengewicht (-48 kg). Im selben Jahr nahm er auch an den Olympischen Spielen in Barcelona teil und erreichte nach Siegen über James Wanene, Kenia (16:1), Rajendra Prasad, Indien (15:6), und Rowan Williams, Vereinigtes Königreich (7:6), das Halbfinale. In diesem stand ihm der Kubaner Rogelio Marcelo gegenüber, dem er sich bereits in der ersten Runde geschlagen geben musste. Damit gewann Velasco die olympische Bronzemedaille.
Nach den Olympischen Spielen verlor Velasco seine nationale Vormachtstellung an seinen jüngeren Bruder Mansueto Velasco. Erst 1997 nahm er wieder an einer internationalen Meisterschaft teil. Bei den Weltmeisterschaften in Budapest schlug er u. a. Rafael Lozano, Spanien (+4:4), bevor er im Finale dem Kubaner Maikro Romero mit 9:1 Punkten unterlag.
Seit der Beendigung seiner Boxkarriere dient Velasco als Soldat im Range eines Petty Officer First Class bei den Seestreitkräften der Philippinen. Gleichzeitig ist er Trainer der philippinischen Boxnationalmannschaft.

## Quelle
- amateur-boxing.strefa.pl

| Personendaten    | Personendaten         |
| ---------------- | --------------------- |
| NAME             | Velasco, Roel         |
| KURZBESCHREIBUNG | philippinischer Boxer |
| GEBURTSDATUM     | 26. Juni 1972         |
| GEBURTSORT       | Negros Occidental     |